# کونژاک
کونژاک (به چکی: Kunžak) یک منطقهٔ مسکونی در جمهوری چک است که در ناحیه ییندریخوف هرادتس واقع شده‌است. کونژاک ۴۹٫۵۳ کیلومتر مربع مساحت و ۱٬۵۱۳ نفر جمعیت دارد و ۵۷۵ متر بالاتر از سطح دریا واقع شده‌است.